# تیموتی ایوانس
تیموتی جان ایوانس (به انگلیسی: Timothy John Evans) (زاده ۲۰ نوامبر ۱۹۲۴ - اعدام شده در ۹ مارس ۱۹۵۰) مردی از اهالی ولز بود که به قتل همسر جوان و دختر خردسالش در خانه‌اش در شهر لندن متهم شد. او را در ژانویه ۱۹۵۰ محاکمه و به مرگ با طناب دار محکوم کردند. در طول محاکمه، او اتهام قتل دختر و همسرش را نپذیرفت و همسایه طبقه پایینش، جان کریستی را مسئول قتل‌ها دانست. سه سال پس از اعدام تیموتی ایوانس، دریافتند که جان کریستی قاتلی زنجیره‌ای بوده و زن‌های دیگری را نیز در همان خانه به قتل رسانده‌است. پیش از اعدام، جان کریستی به قتل خانم ایوانس اعتراف کرد و پژوهش‌های رسمی بعدی نشان داد که کودک خردسال خانواده را نیز او کشته‌است و چنین مشخص شد که تیموتی ایوانس بیگناه بوده و به اشتباه اعدام شده‌است.
این مورد ستیزه بسیاری را دربرداشته و یکی از بزرگترین اشتباهات دستگاه‌های قضایی بوده‌است. این مورد و نیز اشتباهات مربوط به درک بنتلی و روث الیس نقش مهمی در برانداختن قانون اعدام در انگلستان در سال ۱۹۶۵ داشتند.

## دوران ازدواج
ایوانس با بریل سوزانا تورلی در ۲۰ سپتامبر ۱۹۴۷ ازدواج کرد و پس از مدتی زندگی در منزل پدری‌اش با همسرش به آپارتمان بالایی خانه‌ای در محله ناتینگ هیل لندن رفتند. همسایه پایینی آن‌ها جان کریستی، کارمند اداره پست و نیروی داوطلب پیشین پلیس به همراه همسرش اتل کریستی بودند. دختر ایوانس در ۱۰ اکتبر ۱۹۴۸ به دنیا آمد.
زندگی آن‌ها با دعواهای بسیار همراه بود چون همسرش خانه‌داری را درست بلد نبود و درآمد شوهرش را نیز به درستی خرج نمی‌کرد. تیموتی به مصرف الکل نیز روی آورد که به از بین رفتن پولش و نیز از دست دادن کنترلش منجر میشد. صدای دعوای آن‌ها به قدری بلند بود که همسایه می‌شنیدند و دعوای فیزیکی آن‌ها نیز چندین شاهد داشت. در اواخر ۱۹۴۹، بریل فهمید که دوباره حامله شده و به خاطر مشکل مالیشان به سقط جنین فکر می‌کرد. پس از مخالفت‌های زیاد بالاخره تیموتی به این کار راضی شد.

## رخدادهای منجر به دستگیری تیموتی
چند هفته بعد در ۳۰ نوامبر ۱۹۴۹،ایوانس به اداره پلیس رفته و خبر مرگ غیرمعمول زنش را می‌دهد. او اعتراف می‌کند که به صورت اتفاقی با دادن محتوایی در یک بطری که برای سقط جنین زنش از مردی گرفته باعث کشتن او شده‌است. او می‌گوید که پس از مرگ زنش جسدش را در یک مجاری فاضلاب در همان نزدیکی انداخته و پس از مطمئن شدن از اینکه دخترش، جرالدین، کسی را برای مراقبت دارد به ولز رفته‌است. مأموران پلیس پس از بازرسی فاضلاب جسدی پیدا نکردند.
او در پرسش‌های بعدی داستان خود را عوض کرده و گفت که کریستی به آن‌ها پیشنهاد انجام سقط جنین را داده و آن‌ها قبول کرده‌اند. هنگامی که او در ۸ نوامبر از سر کار به خانه برگشته کریستی به او گفته زنش در حین سقط جنین مرده و او می‌تواند جسد زن را مخفی کند و زوجی را نیز برای نگهداری دخترش می‌شناسد و از او خواسته که برای مدتی از لندن خارج شده و به ولز برود. تیموتی به ولز می‌رود اما در ۱۴ نوامبر برای سر زدن به دخترش برمی‌گردد اما کریستی از نشان دادن دخترش به او سر باز می‌زند.
با شنیدن سخنان تازه ایوانس، پلیس خانه او را می‌گردد اما چیزی که نشان‌دهنده جرمی باشد پیدا نمی‌کند به جز یک استخوان قدیمی ران انسان که باغچه کوچک خانه در کنار حصار قرار داشت. در جستجوهای بیشتر در دوم دسامبر، جسد بریل ایوانس پیچیده شده در رومیزی، در رختشوی‌خانه در حیاط پشت خانه پیدا می‌شود. دسترسی به این اتاق تنها با چاقویی امکان‌پذیر بود که در اختیار آقای کریستی بود. جسد جرالدین نیز در کنار مادرش پیدا شد. تیموتی در هیچ‌کدام از سخنانش درباره کشتن فرزندش چیزی نگفته بود. مادر و فرزند،هر دو خفه شده‌بودند. جستجوی بیشتر پلیس درباره آن استخوان ران انسان نتیجه‌ای در بر نداشت و باقی‌مانده دیگری از آن پیدا نشد. سال‌ها بعد مشخص شد که آن استخوان متعلق به یکی از دو قربانی دیگر کریستی بوده‌است. او پس از پیدا شدن استخوان ران بدست پلیس، باقی‌مانده‌استخوان‌ها را از باغچه در آورده و در ساختمان خرابه‌ای در همان نزدیکی چال کرده بودِ اگر آن استخوان‌ها پیدا می‌شدند جریان دادگاه و بازرسی‌ها جور دیگری پیش می‌رفت.

## محاکمه و اعدام نادرست
او را به اتهام قتل دخترش در ۱۱ ژانویه ۱۹۵۰ محاکمه کردند. او در رایزنی با وکیلش تمامی اعترافات پیشین خود را رد کرد و کریستی را قاتل عنوان کرد. قاتل بودن کریستی و بی‌گناهی‌اش اساس دفاعیات او را در دادگاه در برمی‌گرفت تا اینکه اعدام شد. رخدادهای سال‌های بعد، درستی حرف‌های او را نشان داد.
در دادگاه، کریستی دادن پیشنهاد برای سقط جنین فرزند ایوانس را رد کرده و دعوای او و همسرش را با جزییات دقیق بیان کرد. دفاعیات بر متهم کردن کریستی به قتل از روی برخی سوءپیشینه‌های او در دزدی و ضرب‌وشتم متمرکز شده‌بود. جرم دوم او به ماجرایی بازمی‌گشت که کریستی با چوب کریکت به سر یک زن ضربه زده‌بود؛ اما اصلاح شدن او و نیز خدمت او در پلیس نظر هیئت قضات را نسبت به او مثبت کرده‌بود. همچنین قضات فکر می‌کردند که شخص محترمی چون کریستی دلیل برای قتل آن دو نداشته ولی ایوانس با مدارک آشکار و نیز اعترافات اولیه خود می‌تواند قاتل باشد. ایوانس هیچگونه سابقه جرمی نداشت اما سخنان متناقض او در اوایل بازداشت به اعتبار او لطمه زیادی زده‌بود. خشونت پلیس در هنگام بازجویی‌ها و درخواست برای اعتراف در این امر بی‌تاثیر نبود. جریان دادگاه بر سخنان کریستی تمرکز یافت و اوضاع کاملاً بر ضد ایوانس شد. جریان محاکمه تنها سه روز طول کشید و بسیاری از شواهد مهم یا حذف شد یا به قضات نشان داده‌نشد. قضات از ابتدا با پیش‌داوری درباره او رفتار کردند و پس از دو روز از محاکمه و تنها در ۴۰ دقیقه، حکم خود را مبنی بر گناهکار بودن او اعلام کردند. ایوانس در ۹ مارس ۱۹۵۰ بدست آلبرت پیرپوینت و با دستیاری سید درنلی اعدام شد.

## کمپین برای رفع مجرمیت او
در ۱۹۵۵، دیوید استور ویرایشگر آبزرور، یان گیلمور ویرایشگر مجله ناظر، جان گریگ ویرایشگر مجله ملی‌انگلیسی و سر لینتون اندروز ویرایشگر یورکشایر پست، دادخواستی را برای تحقیقات جدید به دیرخانه ملی ارائه کردند زیرا از نتایج تحقیقاتی که اسکات هنرسون انجام داده بود ناراضی بودند. در همان سال، مایکل ادوز، وکیل‌مدافع، موضوع را بررسی کرد و کتاب مردی بر وجدانتان را نوشت و در آن بیان کرد که ایوانس نمی‌توانسته قاتل بوده‌باشد. روزنامه‌نگار تلویزیونی، لودویک کندی نیز در کتاب خانه شماره ده ریلینگتون از تحقیقات پلیس و شواهد نادرست ارائه شده در محاکمه سال ۱۹۵۰ انتقاد کرد. این مسایل به بحثی در مجلس در سال ۱۹۶۱ کشیده شد اما همچنان تحقیقات دیگری انجام نداند.
در ۱۹۶۵، هربرت ولف و هارولد ایوانز، کمیته تیموتی ایوانس را تشکیل دادند که نتیجه پی‌گیری‌های آن‌ها قبول دادگاه ملی برای انجام دادن تحقیقات جدید بود که بدست قاضی ارشد دنیل برابین در ۱۹۶۵ تا ۱۹۶۶ انجام شد. نتیجه این تحقیقات این بود که او ایوانس را از قتل دخترش تبرئه کرد اما بسیاری از شواهد ناشی از بی‌کفایتی پلیس را در این مورد نادیده گرفت. از آنجایی‌که جان کریستی پیش از اعدامش به قتل همسر ایوانس اعتراف کرده بود، با تبرئه تیموتی ایوانس از قتل دخترش، حکم بی‌گناهی کامل او رسماً اعلام شد.
در سال ۱۹۶۶، دادگاه ملی برای ایوانس تقاضای پوزش سلطنتی را کرد که مورد قبول واقع شد و باقی‌مانده او را نیز از قبری در زندان پنتونویل بدر آورده و به گورستان کاتولیک سن پاتریک منتقل کردند. جنجال بر سر موضوع تیموتی ایوانس، یکی از دلایلی بود که در نهایت به برچیده شدن قانون مجازات اعدام در انگلستان منجر شد.

## کتابشناسی
- Michael Eddowes, The Man On Your Conscience: An Investigation of the Evans Murder Trial, Cassell and Co (1955).
- Jesse, F. Tennyson (1957). The Trials of Timothy John Evans and John Reginald Halliday Christie. Notable Trials series, William Hodge. {{cite book}}: Cite has empty unknown parameter: |coauthors= (help)
- Ludovic Kennedy (1961). Ten Rillington Place. London: Victor Gollancz Ltd. {{cite book}}: Cite has empty unknown parameter: |coauthors= (help)
- Daniel Brabin (1999). Rillington Place. London: The Stationery Office. ISBN 978-0-11-702417-5. {{cite book}}: Cite has empty unknown parameter: |coauthors= (help)
- John Eddowes (1995). The Two Killers of Rillington Place. London: Warner Books. ISBN 978-0-7515-1285-4. {{cite book}}: Cite has empty unknown parameter: |coauthors= (help)
- Edward Marston (2007). John Christie. Surrey: The National Archives. ISBN 978-1-905615-16-2. {{cite book}}: Cite has empty unknown parameter: |coauthors= (help)